# Konstantynów Łódzki
Konstantynów Łódzki ist eine Stadt in Polen in der Woiwodschaft Łódź, Powiat Pabianicki.

## Geschichte
Der Ursprung des Ortes geht auf das Dorf Żabice Wielkie zurück. Die erste Erwähnung des Dorfes stammt aus dem Jahre 1364. Nach der Zweiten Teilung Polens wurde das Dorf Teil Preußens. Mit der Bildung des Herzogtums Warschau wurde Żabice Wielkie Teil desselben und 1815 Teil Kongresspolens.
Der Beginn der Stadt war mit dem Bau von Fabriken 1821 durch Mikołaj Krzywiec-Okołowicz verbunden. Dieser begann im selben Jahr mit der Errichtung von Textil- und Schnurfabriken.
Das Stadtrecht erhielt der Ort neun Jahre später, allerdings verlor der Ort das Recht bereits 1870 wieder. Im Januar 1911 wurde die Straßenbahnlinie nach Łódź in Betrieb genommen.
Während des Ersten Weltkrieges wurde die Stadt 1914 zerstört. Danach, jetzt als Teil Polens, erhielt Konstantynów Łódzki wieder das Stadtrecht. Während des Zweiten Weltkrieges wurde die Stadt durch die Wehrmacht besetzt und dem Landkreis Litzmannstadt zugeordnet. In Konstantynów wurde ein Durchgangslager für Polen eingerichtet. Später wurden auch andere Nationalitäten hier durchgeleitet. 1943 erhielt die Stadt den deutschen Ortsnamen Tuchingen, der an die Tuchherstellung erinnern sollte. Im Januar 1945 marschierte die Rote Armee in die Stadt ein.

## Kultur und Sehenswürdigkeiten

### Bauwerke
- Die Pfarrkirche wurde in den Jahren 1832 und 1833 errichtet.

## Söhne und Töchter der Stadt
- Edmund Piątkowski (1936–2016), polnischer Diskuswerfer
- Andrzej Szymczak (1948–2016), polnischer Handballspieler und -trainer
- Krzysztof Matyjaszewski (* 1950), Polymerchemiker